# Lúcio Múmio Acaico

Mapa da Grécia em, mostrando Corinto e a Liga Acaia

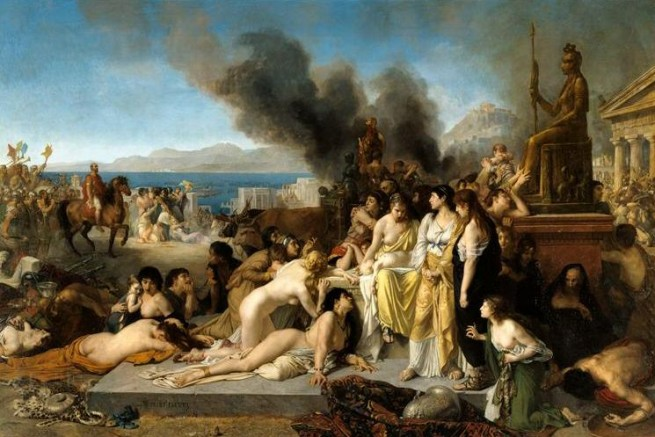
"A última noite de Corinto", obra de Tony Robert-Fleury. O saque de Corinto foi o grande feito de Múmio, o que lhe valeu o título de "Acaico"

Lúcio Múmio Acaico (em latim: Lucius Mummius Achaicus) foi um político da gente Múmia da República Romana eleito cônsul em 146 a.C. com Cneu Cornélio Lêntulo. Lúcio era filho do tribuno da plebe Lúcio Múmio e foi o primeiro de sua gente a alcançar o consulado.

## Família e primeiros anos
Conhecido como bom orador, Lúcio era próximo do partido popular dos irmãos Graco. Foi eleito pretor em 154 a.C. e recebeu a Hispânia Ulterior como província consular para assumir o comando da Guerra Lusitana, onde, depois de várias derrotas, conseguiu finalmente algumas vitórias importantes contra os lusitanos (153 a.C.). Conseguiu um triunfo no ano seguinte por sua vitória.

## Consulado (146 a.C.) e a destruição de Corinto
Foi eleito cônsul em 146 a.C. com Cneu Cornélio Lêntulo e recebeu o comando da Guerra Acaia, substituindo o pretor Cecílio Metelo. A Liga Acaia, sob o comando de Critolau e Dieu, já havia sido derrotada por Metelo na Batalha de Escarpeia, mas o pretor não agiu com a energia necessária e a Liga continuou a guerra.
A Liga reuniu um exército no Istmo de Corinto antes da chegada de Múmio, mas ele, com o objetivo de forçar a passagem por Leucóptera, venceu Dieu e ocupou Corinto. Durante o chamado saque de Corinto, todos os homens foram executados e as mulheres e crianças, vendidos como escravos. As obras de arte saqueadas foram repartidas entre as cidades gregas e romanas aliadas na região e a cidade foi incendiada. Apesar disto, pelo dois autores antigos relataram que Corinto não teria sido completamente destruída (Cícero e Dião Cássio).
Esta crueldade, aparentemente desnecessária e que não combina bem o que sabemos sobre Múmio, foi explicada por Mommsen como sendo uma consequência das instruções enviadas pelo Senado Romano, incitado principalmente pelos senadores com interesses comerciais, a quem interessava destruir um perigoso rival comercial. Segundo Políbio, Múmio cedeu à pressão de seus principais generais e conselheiros.
A destruição de Corinto marcou o final da política tradicional romana na Grécia, benevolente até então, especialmente pelo fascínio que a região exercia entre os romanos. Considera-se, geralmente, como um dos piores crimes da República Romana, mas o Senado usou o caso como punição exemplar, mesmo depois dos apelos por moderação pela Liga Acaia. O resultado foi o fim das ligas gregas, a anexação da província da Acaia e a submissão de todo o resto da Grécia à vigilância do governador romano da Macedônia (procônsul). A vitória lhe valeu o agnome de "Acaico".

## Procônsul na Grécia (145 a.C.)
Algumas das obras do saque de Corinto foram vendidas ao rei de Pérgamo e outras a Roma. Ele permaneceu na Grécia entre 146 e 145 a.C., o segundo ano como procônsul, preparou a constituição fiscal e municipal da nova província romana. Conseguiu a confiança dos comandantes provinciais por sua integridade e senso de justiça, especialmente por respeitar as propriedades religiosas. Um resultado do incêndio em Corinto foi a descoberta acidental do chamado "bronze coríntio", utilizado em esculturas.
Múmio foi um dos poucos comandantes romanos da era republicana a render homenagens à religião helênica e dedicou uma estátua de bronze a Zeus em Olímpia, rodeando o santuário com escudos de bronze dourado.

## Anos finais
Ao voltar a Roma, ainda em 145 a.C., Múmio celebrou um triunfo e seu desfile triunfal rapidamente tornou-se uma referência na história da arte romana. Ele trouxe a Roma muitas e muitas carroças com obras de arte clássicas, desfilando todas elas pela Via Sacra até o Capitólio. Com uma modéstia pouco usual aos conquistadores, não quis seu nome gravado no butim. Ele considerava as obras uma propriedade do Estado Romano e, generosamente, decorou com elas os edifícios romanos, incluindo casas particulares, mas deixou sua própria villa limpa, mantendo a austeridade típica dos primeiros romanos.
A admiração pelas obras de Corinto em Roma foi enorme, mas a compreensão artística e histórica do valor delas era rara entre os aristocratas romanos, com exceção de uns poucos. O próprio Múmio, na realidade, ficou tão surpreso com o alto valor oferecido por Átalo II de Pérgamo por uma obra de Aristides leiloada logo depois do saque de Corinto (um "Dionísio" do fundador da escola tebano-ática do início do século IV a.C.) que mandou cancelar a venda por suspeitar haver alguma virtude ("poder") desconhecida na pintura. Ao invés dos 600 000 denários oferecidos, Múmio decidiu colocá-la no Templo de Ceres, em Roma, principalmente por motivos religiosos, o que fez desta pintura a primeira obra de arte estrangeira exibida num local público em Roma.
Provavelmente construiu o Templo de Hércules Víctor, no Fórum Boário.
Em 142 a.C., Múmio foi eleito censor com Cipião Emiliano, com quem travou frequentes conflitos por causa da severidade de Cipião. Apesar de ter trazido imensas riquezas para o Estado Romano, Múmio morreu pobre e o povo pagou o dote para o casamento de sua filha.

## Legado e influência
Múmio foi o primeiro homem novo de origem plebeia a obter um agnome, "Acaico", por serviços militares. Sua indiferença pelas obras de arte e sua ignorância em relação ao valor sublinham uma observação sua em relação aos encarregados do transporte: "Se as perderem ou danificarem, terão que repô-las!". Por outro lado, mandou construir, para receber as festividades teatrais, um teatro que melhorou as condições acústicas e os assentos, seguindo o modelo grego, o que foi um avanço arquitetônico.